# Тимчасовий уряд (Франція)
Тимчасовий уряд Французької Республіки (фр. Gouvernement provisoire de la République française, GPRF) — орган виконавчої влади Франції у 1944—1946 рр.: від падіння Вішистської Франції до встановлення Четвертої республіки.

## Формування уряду
Після визволення більшої частини Франції від німецьких окупантів влада у країні перейшла до антифашистських сил, котрі сформували 9 вересня 1944 р. коаліційний Тимчасовий уряд на чолі з лідером руху «Вільна Франція» Шарлем де Голлем. До складу уряду увійшли як представники «Вільної Франції» (Плевен, Жакіно, Дьєтельм, Мейєр, Капітан, генерал Катру), так і представники руху Опору (правоцентристи Жаннене, Бідо, радикали Мендес-Франс і Джакобі, соціалісти Тангі-Пріжан, Лакост, комуністи Бійу, Тійон та інші).
Головним завданням уряду на той момент стала нормалізація економічного, соціального та політичного становища держави. Франція вийшла з війни з великими втратами. В значній мірі були знищені лінії телефонного та телеграфного зв'язку, транспортні засоби (літаки, локомотиви), залізничні колії, мости, порти. Не працювали шахти, доменні печі, велика частина заводів та фабрик. Країна відчувала гострий дефіцит вугілля та нафтопродуктів. Всі товари першої необхідності населення отримувало за картками, норми були мізерними.
У своєму програмному виступі 12 вересня 1944 р. де Голль визначив, що Тимчасовий уряд буде зберігати свої повноваження до часу завершення війни та формування Національних зборів шляхом загальних виборів. Він відмітив, що його кабінет має намір всебічно сприяти відновленню знищеного війною господарства, підтримувати тверді ціни, поступово підвищувати життєвий рівень народу, націоналізувати частину важливих галузей економіки, покарати колабораціоністів та зрадників.

## Міжнародне визнання
23 жовтня 1944 р. Тимчасовий уряд був визнаний Великою Британією, СРСР та США. Де Голль спрямував значні зусилля на встановлення рівноправних стосунків з цими країнами. Зокрема, у листопаді-грудні 1944 р. французька делегація на чолі з прем'єр-міністром відвідала Москву, внаслідок чого був підписаний Договір про союз та взаємодопомогу між СРСР та Французькою Республікою.
Протягом 1945 р. Франція на чолі з де Голлем домоглася значних дипломатичних досягнень. На Ялтинській конференції було прийнято рішення про виділення Франції власної зони окупації на території Німеччини та Австрії, а також про включення її до Союзної контрольної ради. 8 травня 1945 р. представник французького командування підписав Акт про капітуляцію Німеччини. Після утворення ООН Франція отримала одне з п'яти місць постійних членів Ради Безпеки. Під час Потсдамської конференції Франція була введена до Ради міністрів закордонних справ, що мала вирішувати проблеми мирного врегулювання.

## Суди над колабораціоністами
Звільнення Франції супроводжувалось численними самосудами, внаслідок яких було здійснено понад 9 тис. страт. Для того щоб покінчити з ними міністр юстиції 15 вересня 1944 р. створив спеціальні суди. Вони винесли більш ніж 38 тис. вироків, зокрема 2853 смертних (з них 76 виконано). 50 тис. чоловік — палкі прихильники режиму Віші та колабораціоністи — були позбавлені громадянських прав. Міністри уряду Віші постали перед Верховним судом, що засудив П'єра Лаваля та маршала Петена до смертної кари (останньому де Голь пом'якшив присуд, замінивши довічним ув'язненням).

## Соціально-економічні реформи
Були проведені заходи в соціально-економічній сфері. Зокрема, згідно з законом про націоналізацію у державну власність перейшли головні галузі народного господарства: Французький банк та чотири інших найбільших банка, ощадні каси, страхові компанії, а також вуглевидобувна, газова, авіа- та автомобілебудівна промисловість, електроенергетика, морський та повітряний транспорт.
Уряд де Голля відновив права профспілок, збільшив заробітню плату на 40-50 %, запровадив систему допомоги багатодітним родинам, страхування на випадок хвороби, вагітності, старості.

## Нова партійна система
Внаслідок знищення Третьої республіки існуюча партійна система Франції зазнала краху. Отож після звільнення країни від німецької окупації постала потреба формування нових політичних сил. Правоцентристські діячі колишніх Республіканської федерації та Демократичного альянсу утворили Республіканську партію свободи (ПРЛ), головними вимогами якої було збереження республіканських свобод, посилення виконавчої влади, обмеження втручання держави в економіку та відмова від націоналізації, збереження колоніальної імперії, співробітництво робітників та підприємців. Близькою до ПРЛ була група «незалежних» на чолі з колишнім прем'єр-міністром Полем Рейно.
Відновлену партію радикалів знову очолили Едуар Даладьє та Едуар Ерріо. Партія виступала з позицій захисту свободи особистості, захисту дрібної власності, проти націоналізації та державного планування.
Найбільшою новою політичною силою став Народно-республіканський рух (МРП), що виник у листопаді 1944 р. Його керівниками стали видатні діячі Опору — Жорж Бідо та Моріс Шуман. Програма МРП була заснована на ідеології християнського соціалізму та містила положення про часткову націоналізацію банків і промисловості, державне керування економікою, участь робітників в управлінні підприємством. Зовнішньополітичний курс руху був спрямований на об'єднання країн Західної Європи у «Сполучені Штати Європи».
Соціалістична партія (СФІО) за роки війни еволюціонувала в лівий бік. «Декларація принципів» партії, прийнята 1946 р., знову містить положення щодо ліквідації капіталізму та класів, передачу засобів виробництва до колективної власності.
Комуністи як одна з головних сил руху Опору також користувались великою підтримкою в суспільстві. Їх позиція під час війни стала більш компромісною. Комуністична партія (ФКП) виступала за співробітництво з іншими антифашистськими силами, закликала робітників утриматись від страйків. Для комуністів залишались актуальними розширення системи соціального захисту, націоналізація головних галузей промисловості та фінансової системи.

## Вибори до Установчих зборів
21 жовтня 1945 р. у Франції відбулися перші після перемоги вільні вибори і референдум з питання про скликання Установчих зборів. На виборах комуністи завоювали 152 мандати, МРП — 152, соціалісти — 142, радикали — 29. Збори обрали де Голля главою уряду, до якого ввійшли 5 комуністів, 5 соціалістів, 5 членів МРП і 6 голлістів. Заступником прем'єр-міністра став лідер ФКП Моріс Торез.

## Уряди трипартійної коаліції
Через незгоду з втручанням Установчих зборів у діяльність уряду Шарль де Голль 20 січня 1946 р. оголосив про свою відставку. З цього часу протягом року уряди формувала трипартійна коаліція МРП, СФІО та ФКП. Перший коаліційний уряд (26 січня — 12 червня 1946 р.) очолив соціаліст Фелікс Гуен, 23 червня 1946 р. його змінив на посаді народний республіканець Жорж Бідо (прем'єр-міністр до 28 листопада 1946 р.)

## Прийняття нової Конституції
Головна боротьба в цей час розгорнулась за майбутню Конституцію Французької Республіки. Якщо комуністи та, спочатку, соціалісти виступали за передачу повноти влади Національним зборам одночасно з ліквідацією інститутів верхньої палати — Сенату — та Президента, то МРП, радикали та правоцентристи жадали посилити виконавчу владу (уряд, Президент), зберігши також Сенат. Лівий проєкт був провалений на референдумі 5 травня 1946 р. Після цього відбулись нові вибори до Установчих зборів, внаслідок яких трипартійна коаліція була збережена.
Коаліційні сили змогли домовитись про компромісний варіант Конституції, відкинувши як пропозиції де Голля щодо сильної президентської влади, так і ідеї попереднього проєкту лівих. Був збережений двопалатний парламент, проте повноваження Президента значно обмежили. 13 жовтня 1946 р. Конституція була ухвалена на референдумі, що знаменувало юридичне оформлення Четвертої Республіки у Франції. Перехідний уряд Леона Блюма (16 грудня 1946 — 16 січня 1947 рр.) передав владу в країні Президентові Венсану Оріолю та новому коаліційному кабінету.